# Rend, Törvényesség, Igazságosság Párt
A Rend, Törvényesség, Igazságosság Párt 2005-ben alakult az egyik Bolgár Földműves Népi Szövetség nevű párt közül. Első vezetője Georgi Markov, volt bolgár alkotmánybíró volt.

## Választási eredmények
| év   | szavazatarány | mandátumszám | szavazatszám | státusz       |
| ---- | ------------- | ------------ | ------------ | ------------- |
| 2009 | 4,13%         | 10           | 174 582      | ellenzék+     |
| 2013 | 1,67%         | 0            | 59 145       | nem jutott be |

+ - kívülről támogatja a kormányt
| év   | szavazatarány | mandátumszám | szavazatszám |
| ---- | ------------- | ------------ | ------------ |
| 2007 | 0,47%         | 0            | 9 147        |
| 2009 | 4,67%         | 0            | 120 280      |